# 11713 Stubbs
11713 Stubbs (1998 HG51) là một tiểu hành tinh vành đai chính được phát hiện ngày 25 tháng 4 năm 1998 bởi LONEOS ở trạm Anderson Mesa thuộc Đài thiên văn Lowell.
Nó được đặt theo tên Christopher Stubbs, một nhà vật lý vũ trụ người Mỹ. Ông là người xây dựng máy chụp ảnh đầu tiên của dự án LONEOS.